# Charles Walter Allfrey
Charles Walter Allfrey (24 octobre 1895 - 2 novembre 1964) est un lieutenant-général de l'armée britannique qui a servi pendant les deux guerres mondiales. Il fut, pendant la Seconde Guerre mondiale, General Officer Commanding du Ve corps en Afrique du Nord et en Italie de 1942 à 1944.

## Distinctions
- Ordre du Service distingué